# Marie Reisik

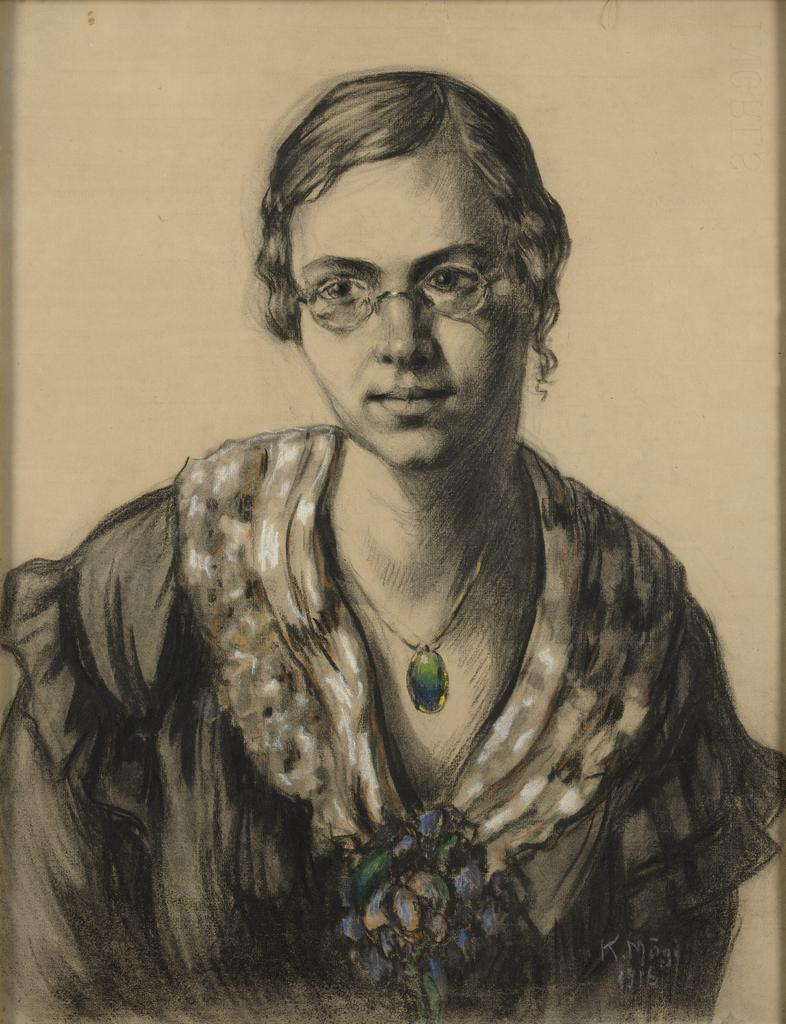
Porträtt av Marie Reisik ritat av Konrad Mägi från "Pallas"

Marie Reisik (fram till 1911 Marie Tamman), född den 6 februari 1887 i Kilingi-Nõmme i Estland, död 3 augusti 1941 i Tallinn, var en av de främsta kvinnorättsaktivisterna, feminist, politiker, journalist och pedagog i Estland.       

## Biografi
Född i en affärsfamilj i västra Estland i Kilingi-Nõmme, en livlig liten ort nära Pärnu, fick Marie Tamman en gedigen utbildning i Pärnu Flickgymnasium 1895–1904. År 1906 var hon en av grundarna till det första estniska kvinnoförbundet i Tartu. Hon kunde inte fortsätta sina studier i Tsarryssland för att högre utbildning var fortfarande inte tillgänglig för kvinnor och var därför tvungen att åka till Paris. Där fick hon ta fransklärarexamen vid Alliance Française 1908. Efter att Marie Tamman kom tillbaka från Frankrike räknades hon som en radikal kvinna, hon fick jobb som lärare i en liten skola ute på landet. Efter ett år bosatte hon sig i Tartu där hon fortsatte att arbeta som lärare.
När Tartu kvinnoförbundet 1911 startade en tidskrift för kvinnor "Naisterahva Töö ja Elu" (Kvinnors Arbete och Liv) blev Reisik redaktör för tidskriften. Hon skrev själv och fick många högutbildade estniska kvinnor att ansluta sig som medarbetare till tidskriften. Samma år gifte hon sig med advokat Peter Reisik. Marie Reisik var en av grundarna till Paris-inspirerade konstsällskapet "Pallas" 1918, senare blir "Pallas" en viktig skola för konstnärerna i den fria Estland. Hennes modiga agerande förorsakade skandaler i den lilla provinsstaden Tartu, och hon startade ett eget kvinnoförbund 1918, dessutom lämnade hon tidskriften.
1917 skakade revolutionen Ryssland och etniska minoriteter bland annat ester blev politiskt aktiva. Samtidigt organiserade sig kvinnorna, Tartu Kvinnoförbundet sammankallade den första estniska kvinnokongressen för att visa sitt stöd för Estlands självständighet och kräva rösträtt för kvinnor i maj 1917. Marie Reisik blev en centralgestalt i den kvinnliga politiska rörelsen i Estland, hon invaldes till den Grundande Församlingen som kommer att skriva Estniska Republikens grundlag tillsammans med åtta andra kvinnor. Senare blev hon invald till IV Riigikogu (1929–1932, Estlands motsvarighet till Riksdagen) och V Riigikogu (1932–1934). Hon var en mycket omtyckt och populär person.
1920 grundades Estniska Kvinnoförbundet och Marie Reisik valdes till ordförande. Kvinnoförbundet anordnade kurser för kvinnor, gav ut en tidskrift Naiste Hääl (Kvinnors Röst) och mindre skrifter om bland annat prostitution etc. Men gav även lagförslag för Riigikogu, till exempel om familjerätten. 1926–1932 var Marie Reisik redaktör för "Naiste Hääl", som sedan tog över den kvinnopolitiska agendan "Naisterahva Töö ja Elu" hade haft tidigare innan 1918.   
1935 grundade hon en yrkeshögskola för kvinnor (Kodumajanduse Instituut), Marie Reisik var lärare och rektor fram tills 1940.                
1939 ockuperade Sovjetarmen Estland följt en våg av avrättningar och deportationer. Marie Reisik och hennes man gömde sig i Tallinn i en sjukhus. Sommaren år 1941 dog först Peeter Reisik och sedan kort efter Marie den 3 augusti. Paret hade inga barn.    
Marie Reisik var nästan helt bortglömd i estnisk historia fram tills 2017, när hon skulle ha fyllt 100 år.

## Publikationer
Audoux, Marguerite. Marie-Claire : Roman. Tartu : Postimees, 1913. 103 lk. översättare Marie Tamman